# Zgrada Meteorološke postaje u Splitu
Zgrada Meteorološke postaje je zgrada u Splitu, Hrvatska. Nalazi se na Marjanu, na prvom vrhu.

## Opis
Građena je od 1925. do 1926. godine. Projektirao ju je češko-hrvatski arhitekt iz Splita Josip Kodl. Amblematska je zgrada s prvim modernim ravnim krovom u Splitu i Hrvatskoj. Prvi je predstavnik njegova opusa na kojem su do izražaja došle arhitektonske ideje koje je zastupao – armiranobetonska konstrukcija, žbuka, ravni krov, kubističko oblikovanje, kolorizam. Kodlove su građevine odisale dahom modernizma, avangarde, funkcionalizma i kubizma.
Izgrađena je na inicijativu Eralda Marchija, inženjera s Hvara, koji je bio prvi i dugogodišnji upravitelj. Projekt je iz 1924., a građena je 1925. – 1926. na istaknutom mjestu unutar park-šume Marjan, na rubu kamene klisure. Prvo je izvedeno djelo arhitekta Josipa Kodla u Splitu i najavljuje odlike arhitekture moderne koju upravo Kodl donosi u Split: kubističko oblikovanje volumena, armiranobetonska konstrukcija, žbuka i ravni krov - prvi izvedeni u Splitu. Koloristička obrada pročelja prinosi izrazitim likovnim vrijednostima građevine što je, uz kompoziciju volumena i ostale navedene značajke, čini izuzetno skladnom i promišljenom arhitektonskom minijaturom.

## Zaštita
Pod oznakom Z-5399 zavedena je kao nepokretno kulturno dobro - pojedinačno, pravna statusa zaštićena kulturnog dobra, klasificiranog kao profana graditeljska baština.